# Île du Belvédère
Île du Belvédère (česky Vyhlídkový ostrov) je ostrov na jezeře v parku Buttes-Chaumont v Paříži. Jeho rozloha činí zhruba 6700 m2. S okolními břehy je spojen dvěma mosty. Na západě zděným mostem nazývaný Most sebevrahů (Pont des suicidés), který je vysoký 22 m a má rozpětí 12 m. Na jihu se nachází dřevěný visutý most o rozpětí 65 m. Skálou vede k jezeru vytesané schodiště se 173 schody.

## Gloriet
Dominantou ostrova i celého parku je 30 metrů vysoký skalní ostroh v severní části ostrova, na kterém se nachází gloriet nazvaný Sibylin chrám (Temple de la Sibylle). Stavba byla postavená v roce 1869 a jejím architektem byl Gabriel-Jean-Antoine Davioud, který se inspiroval chrámem Sibyly v Tivoli.